# Минь, Жак Поль
Жак Поль Минь (фр. Jacques Paul Migne; 5 сентября или 25 октября 1800, Сен-Флур (Канталь), — 24 октября 1875, Париж) — французский католический священник, журналист и издатель теологической литературы.
Жак Поль Минь получил духовное образование в Орлеане, в 1824 году принял сан священника и служил приходским кюре в Пюизо. В 1833 году он переехал в Париж, где начал издавать журнал «L’Univers Religieux» («Мир религии»); также до 1856 года он издавал журнал «La Vérité» («Истина»). В 1836 году под началом Миня была открыта типография, в которой началось массовое издание религиозной литературы по доступным ценам. Она функционировала до 1868 года, когда была уничтожена пожаром. Под началом Миня служило до 600 человек, которым удалось осуществить грандиозный по объёму проект. В числе самых известных изданий Миня были 99 томов «Церковных ораторов» (1844—1866), 168 (или 171) томов «Теологической энциклопедии» (1845—1866, часть не датирована), а также Patrologiae cursus completus («Полный курс учений Отцов Церкви»), включающий 217 томов «Patrologia Latina» (1844—1855, все сохранившиеся сочинения всех латинских церковных писателей до XIII века) и 162 тома «Patrologia Graeca» (1857—1866, все сохранившиеся тексты греческих церковных писателей до Флорентийского собора; снабжённые параллельным латинским переводом). Всего планировалось издать 2000 объёмных томов, из которых в свет вышли 1019. Собрания источников, опубликованные Минем, продолжают переиздаваться и являются востребованными в науке, несмотря на множество недостатков. С 1990-х годов существуют электронные издания компендиумов Миня, полные переиздания с дополнениями и исправлениями «Патрологий» выпущены в Бельгии и Греции.
Помимо громадных антологий, типография Миня выпускала массовыми тиражами собрания сочинений Фомы Аквинского, Св. Терезы, кардинала Берюля, Боссюэ, Массильона, Лефрана де Помпиньяна, де Местра, и многих других. Его главной заслугой считается то, что для широкого круга общественности и учёных стали доступны множество редких и малоизвестных текстов практически всех церковных писателей от Поздней Античности до раннего Нового времени. Аббат Минь совершил революцию во французском издательском деле и книготорговле: использовал новаторские рекламные методы, проводил гибкую ценовую политику, разработал систему скидок и предоплат, практиковал разные варианты поставки готовой продукции. Издательство Миня по техническому оснащению и числу сотрудников было сопоставимо с крупными промышленными предприятиями XIX века.

## Биография
Жизненный путь Жака Поля Миня беден внешними событиями. Дата рождения дискутируется: во всех изданиях XIX века утверждалось, что он появился на свет 25 октября 1800 года в Сен-Флуре, тогда как запись в церковно-приходской книге давала 1801 год. В актах гражданского состояния, которые велись по революционному календарю, указано десять часов вечера 18 фрюктидора VIII года Республики, то есть 5 сентября 1800 года, что, вероятно, является истинной датой. Родителями будущего издателя были состоятельный купец Этьен Минь и его жена Маргарита Л’Эрб, отец происходил из Оверни на границе с Жеводаном, мать была местной уроженкой. В их семье было четыре ребёнка, Жак Поль был перворождённым сыном; его старшая сестра была названа в честь матери и бабушки Маргаритой. Семья обитала на улице Маршан в престижном районе; Этьен торговал скобяным товаром и металлической утварью; Маргарита была дочерью трактирщика, за которой дали 400 ливров приданого.
Начальное образование Жак Поль получил в местной католической школе. Он прослыл талантом, несмотря на то, что книжным занятиям он предпочитал охоту на белок и спорт: юный Жак даже выиграл несколько призов как пловец. Обратив на себя внимание настоятеля аббата Жана Салесса, Минь после 1817 года получил теологическое образование в Орлеане, куда отправился в числе двенадцати самых выдающихся выпускников школы: юноша получил второе место на испытаниях по философии. С 1820 года Минь был назначен комнатным надзирателем («цензором») и преподавал в старших классах коллежа Шатодёна. В 1824 году был рукоположён в священники и 17 месяцев служил в Шатийоне. Поскольку от местного климата ухудшилось его здоровье, далее Минь был назначен в приход Пюизо Орлеанской епархии. Приходской кюре (именуемый во Франции также «аббатом») служил в Пюизо с 1826 по 1833 год. Предшественником его был отец Панье, ушедший в отставку в 73-летнем возрасте; он оставил о себе добрую славу. Молодой Минь с его темпераментом и авторитарным характером с трудом уживался на новом месте; вдобавок, его назначение совпало с ростом антиклерикальных настроений во Франции. Коммуна Пюизо была известна прореспубликанской ориентацией, что после Июльской революции 1830 года привело к конфликту прихожан и роялиста Миня. Во время трёх революционных дней (на этот период пришёлся праздник Тела Господня) аббат отказался благословить городскую площадь, поскольку она была украшена революционными триколорами; городские чиновники затворились в церкви под белыми флагами Бурбонов. Либерально настроенная общественность обвинила священника в непочтительности к государственным символам. Впрочем, когда началась эпидемия холеры, Минь принял активное участие в организации карантина и прочих мер, а также был готов оказывать духовное утешение людям в любое время дня и ночи, чем укрепил собственную репутацию. После прекращения эпидемии аббат провёл большой крестный ход, посвящённый Св. Роху; в нём участвовали представители 23 окрестных приходов. Минь уделял почитанию этого святого большое значение и убедил горожан заказать достойную его мощей раку. Консервативные взгляды кюре вошли в конфликт с позицией, занимаемой католической иерархией во время правления Луи-Филиппа. После издания брошюры «De la liberté, par un prêtre» («Священник о свободе»: о соотношении церковного и светского права и отношения Церкви и государства), в которой имелись выпады против соседнего епископа Борегардского, Минь покинул приход и переехал в Париж.
В ноябре 1833 года Минь начал издавать журнал «L’univers religieux», который попытался сделать свободным от политической конъюнктуры. Издание сразу получило около 1800 подписчиков. После ухода Миня с поста редактора его преемник Луи Вёйо превратил журнал (далее именовавшийся «L’univers») в главный рупор французского ультрамонтанства. В общем, карьера Миня-журналиста оказалась крайне непродолжительной, продлившись до 1836 года, хотя в 1846 и 1861 годах он пытался начать печатание журналов, предназначаемых только для духовенства.
В середине 1830-х годов аббат Минь решил свести воедино все издания церковных писателей Запада и Востока, опубликовав святоотеческое наследие для самой широкой аудитории. Попытки подобных изданий предпринимались в Европе со второй половины XVI века, в общей сложности, было издано 68 компендиумов церковных писателей. В 1836 году Минь основал в XIV округе Парижа бумажную фабрику, типографию и переплётную, в которых работало до 360 человек. Это были так называемые «Католические мастерские» (Ateliers catholiques) в Пти-Монруж. Здесь он начал издание большого количества наименований церковной литературы для священников по доступным ценам, основную текстологическую работу вели образованные монахи бенедиктинского ордена, которым Минь платил по 1000 франков в год. В 1845 году церковные власти, заподозрив Миня в галликанстве, попытались остановить производство и запретили аббата в служении; но его обращение к папе римскому Григорию XVI возымело действие. Одной из причин нападок стали занятия духовного лица запретной предпринимательской деятельностью, на что Минь парировал, что издательство юридически оформлено на его брата, а продукция не преследует цели наживы, а служит распространению католического учения. Для рекламы своего издания аббат объявил, что будет выплачивать по 25 сантимов за каждую замеченную ошибку, особенно в томах греческих писателей.
В 1860-е годы Минь пользовался покровительством Парижского епископата, получив на свои издания официальную марку (патент был датирован 17 февраля 1860 года); планировалось назначить его каноником в родной Сен-Флур. Также возник проект издания сочинений римских пап от 1216 по 1545 годы, а также 80-томное собрание постановлений всех вселенских соборов. В ночь на 12 февраля 1868 года в издательстве Миня произошёл пожар, который уничтожил все здания. В огне сгорели рукописные материалы (в том числе последнего тома греческой патрологии), запасы бумаги, 627 855 печатных матриц и 582 733 кг свинцовых шрифтов. Финансовые потери самого Миня были сравнительно невелики, так как он получил только в 1869 году 1 348 327 франков страхового возмещения, заключив предварительно 18 договоров с различными компаниями на общую сумму 5 171 420 франков. Многие книги Миня после этого стали библиографическими редкостями, ибо тиражи в начале издания достигали 550 экземпляров, а далее упали до 200 или 150 при невозможности допечатки.
Потрясение от гибели дела всей жизни и затяжной судебный процесс из-за страховых выплат (прерванный франко-прусской войной, он растянулся на три года) принудили аббата Миня изыскивать новые средства. Незадолго до смерти Миня архиепископ Парижа Дарбуа запретил ему дальнейшую издательскую деятельность, находя её несовместной с духовным саном. Минь даже был временно отстранён от исполнения им священнических функций. В тот же период был получен декрет курии Пия IX, осуждающий использование средств, получаемых от проведения месс, для приобретения книг, среди которых особенно отмечали публикации Миня. От известий аббат почти ослеп и вынужденно был ограничен стенами своей квартиры на авеню дю Мэн, где и скончался 24 октября 1875 года. Тем не менее, на похоронах 30 октября 1875 года покойному воздали по заслугам, провозгласив издательский проект настоящим апостольским служением и мученичеством.

## Издательская деятельность

### «Patrologiae cursus completus»
Издание получило название «Patrologiae cursus completus» (Полный курс патрологии) и состояло из двух серий: латинской и греческой.
Латинская серия (Series latina) 1844—1856, 2-е издание 1877 года (уже после смерти Миня). Общее число томов 220, которые содержат труды богословов и церковных писателей Западной церкви от II века до XII века включительно.
Греческая серия (Series graeca) 1857—1866. Общее число томов 161. Серия содержит в греческом подлиннике и латинском переводе творения греческих отцов и церковных писателей до XV века включительно.
Творения перепечатаны с лучших предшествовавших изданий, преимущественно бенедиктинских: каждому писателю предшествуют обширные prolegomena, часто — целые научные монографии знаменитых патрологов. Для латинской серии именные и предметные указатели имеются при самом издании. Для пользовании греческой серией Дорофеем Схоларием в Афинах в 1879 году был издан «Ключ» к серии: «Κλεις πατρολογίας… ύπό Δοροθέου του Σκολαρίου».
До настоящего времени в академических изданиях при упоминании трудов раннехристианских богословов принято указывать нахождение их текстов в издании Миня (MPL или PL для латинской антологии, MPG или PG — для греческой).

### Другие издания
- Другим столь же важным и многотомным изданием Миня является «Sacrae Scripturae cursus completus», содержащее в себе свод святоотеческих толкований на Священное Писание.
- С помощью собранного им вокруг себя учёного сообщества, Минь издал также ряд многотомных энциклопедий: «Encyclopédie théologique, ou série des dictionnaires sur toutes les parties de la science religieuse» («Теологическая энциклопедия или серия словарей о всех частях религиозного знания») (Париж, 1844—1855, в 50 томах), в состав которого входят словари догматического (католического) и нравственного богословия, канонического права, церковно-гражданского права, литургики, обрядов и церемоний, иконографии, ересей и расколов, соборов, агиографии и прочие материалы.
- «Nouvelle encyclopédie théologique» («Новая теологическая энциклопедия») (Париж, 1851—1863, 52 томов) — в состав этого издания входят словари патрологии, гонений на христианство, духовного красноречия, христианской литературы, христианской и антихристианской библиографии, апологетики, священной археологии, церковной музыки, аскетики, искусства поверять даты в исторических сочинениях и прочие материалы.
- «Troisième et dernière encyclopédie théologique» («Третья и последняя теологическая энциклопедия») (Париж, 1854—1865, 62 тома) — сюда вошли словари: общей церковной истории, понтификального, патристического и соборного предания, легенд, апокрифов, суеверий и заблуждений, католических миссий, монастырей и прочие материалы.
- «La collection universelle des orateurs chretiens»
- «Demonstrations évangeliques» (20 томов).
- Кроме того, им изданы сочинения Франциска Сальского, Будоня, Боссюэ, Фенелона, Массийона и других.
- После «L’Univers» Минь основал газету «La Verité».

Всего им издано до 2000 громаднейших томов, большей частью очень мелкой печати.

### Комментарии
1. ↑  Судя по переписке (сохранилось более трёхсот писем к родным), после 1817 года Жак Поль Минь посещал Сен-Флур не более трёх или четырёх раз. Он гостил в семье, вероятно, в 1833 году; далее весной 1842-го (эта поездка заняла месяц); в августе 1848 и июне—июле 1849 года. При этом он ни разу не побывал ни на свадьбах, ни на крестинах своих многочисленных племянников. Мать Миня скончалась в 1835 году, отец — в 1841-м; Жак Поль также не был на их похоронах, как и после кончины зятя и основного корреспондента — купца Делькро — в 1872 году[4]. Биограф Жоэль Фуйерон предположил, изучая переписку (она суха и носит по преимуществу деловой характер), что «у Миня, кажется, не было другой родни, кроме издаваемых им многочисленных писателей; иной привязанности, кроме апостольского служения; иного применения сил, кроме как „популяризовать… шедевры католицизма“; иной матери, кроме „Святой Римской церкви“»[5]. После кончины матери он передал сестре свою долю наследства — годовой доход от домохозяйства в 125 франков и мебель, оценённую в 2500 франков[6].

### Словарно-энциклопедические издания
- Kirsch J. P. Jacques-Paul Migne (англ.). The Catholic Encyclopedia. New Advent. Дата обращения: 2 июля 2020.
- Vapereau G. Migne // Dictionnaire universel des contemporains : contenant toutes les personnes notables de la France et des pays étrangers avec leurs noms, prénoms, surnoms et pseudonymes, et la date de leur naissance, leur famille, leurs débuts, leur profession, leurs fonctions successives, leurs grades et titres, leurs actes publics, leurs œuvres, leurs écrits et les indications bibliographiques qui s’y rapportent. — 5e éd. — Paris : Hachette, 1890. — Т. 1. — P. 1290. — 1892 p.
- Williams D. H. Migne's Achievement and the Modern Transmission of Ancient Manuscripts // The Edinburgh Companion to the Bible and the Arts :  [англ.] / ed. Stephen Prickett. — Edinburgh University Press, 2014. — P. 42—55. — xxxi, 576 p. — ISBN 978-0-7486-3933-5.
- Мень А. Минь (Migne) Жак Поль // Библиологический словарь. — М. : Фонд имени Александра Меня, 2002. — Т. 2: К—П. — С. 203—204. — 560 с. — ISBN 5-89831-027-4.
- Мереминский С. Г. Минь Жак Поль // Православная энциклопедия. — М., 2017. — Т. XLV : Мерри Дель Валь — Михаил Парехели. — С. 343—345. — 39 000 экз. — ISBN 978-5-89572-052-3.

### Монографии и статьи
- Bloch R. H. God’s plagiarist: being an account of the fabulous industry and irregular commerce of the abbé Migne :  [англ.]. — Chicago : University of Chicago Press, 1994. — ix, 152 p. — ISBN 0-226-05970-7.
- Cotter A. C. Abbé Migne and Catholic Tradition :  [англ.] // Theological Studies. — 1946. — Vol. 7, no. 1. — P. 46—71. — doi:10.1177/004056394600700102.
- Folliet G. Deux grandes éditions de Saint Augustin au 19e s.: Gaume (1836—1839) — Migne (1841—1842) :  [фр.] // Augustiniana. — 1995. — Vol. 45, no. 1/2. — P. 5—44. — JSTOR 44992597.
- Langlois C., Laplanche F. La science catholique : l'«Encyclopédie théologique» de Migne (1844—1873), entre apologétique et vulgarisation :  [фр.]. — Paris : Sciences en situation : Cerf, 1992. — 276 p. — ISBN 2-9089-6503-8.
- Mély F. L'abbé Migne l'homme et l'oeuvre :  [фр.] // Revue Archéologique, Cinquième Série. — 1915. — Т. 1. — P. 203—258. — JSTOR 41029637.
- Migne et le renouveau des études patristiques : actes du Colloque de Saint-Flour, 7-8 juillet 1975 :  [фр.] / éd. par A. Mandouze et J. Fouilheron. — Paris : Beauchesne Ed., 1985. — 443 p. — (Théologie historique, 66). — ISBN 2-7010-1050-0.
- Эко У. Мой аббат Минь и кое-что ещё // Растительная память, или Почему книга помнит все : Пер. с итал.  Макаров И., Макарова Н., Голубцова А. — М. : Слово, 2018. — С. 119—123. — 296 с. — ISBN 978-5-387-01498-7.

### Сайт «Ассоциации Жака Поля Миня»
- Association J.-P. Migne (фр.). Дата обращения: 2 июля 2020.

### Издания Ж. П. Миня
- Jacques Paul Migne. Internet Archive. Дата обращения: 2 июля 2020.
- Migne Encyclopedie Theologique (фр.). Cooperatorum Veritatis Societas quoad hanc editionem iura omnia asservantur. Дата обращения: 2 июля 2020.
- Patrologia Graeca et Cetera Graeca Scripta (лат.). Cooperatorum Veritatis Societas quoad hanc editionem iura omnia asservantur. Дата обращения: 2 июля 2020.
- Patrologia Latina. Cooperatorum Veritatis Societas quoad hanc editionem iura omnia asservantur. Дата обращения: 2 июля 2020.
- Scripturae Sacrae Cursus Completus (лат.). Cooperatorum Veritatis Societas quoad hanc editionem iura omnia asservantur. Дата обращения: 2 июля 2020.

### Материалы по биографии
- Аббат Жак-Поль Минь. Портал Богослов.Ру (2007). Дата обращения: 2 июля 2020. Архивировано 9 октября 2008 года.
- Jacques-Paul Migne. Curé de Puiseaux (1826—1833) (фр.). Bulletin Municipal de Puiseaux 2000. Comité de rédaction: M. J.-C. Pompée. Дата обращения: 2 июля 2020. Архивировано 5 июля 2004 года.